# Roerich-Pakt

Das durch den Roerich-Pakt definierte Schutzzeichen für Kulturgut

Der Roerich-Pakt, nach dem Ort und Jahr der Vertragsunterzeichnung auch als Washingtoner Vertrag von 1935 bezeichnet, ist ein völkerrechtlicher Vertrag über den Schutz von künstlerischen und wissenschaftlichen Einrichtungen und geschichtlichen Denkmälern im Falle eines Krieges. 

## Geschichte

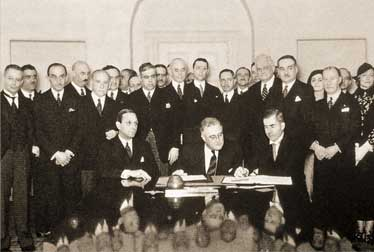
Unterzeichnung des Roerich-Pakts im Weißen Haus am 15. April 1935

Der schon vor seiner Unterzeichnung als Roerich-Pakt bezeichnete Vertrag ist nach dem russischen Juristen, Maler und Schriftsteller Nicholas Roerich benannt, auf dessen Initiative das Abkommen zustande kam. Die Unterzeichnung erfolgte am 15. April 1935 im Weißen Haus in Washington durch die Vereinigten Staaten sowie 20 lateinamerikanische Staaten. Mit dem Beitritt Kubas trat der Vertrag am 26. August des gleichen Jahres in Kraft, bis 1937 wurden zehn der 21 Unterzeichnerstaaten auch Vertragspartei. Depositar des Vertrages war ursprünglich die Panamerikanische Union. Als deren Nachfolger nimmt die Organisation Amerikanischer Staaten diese Aufgabe gegenwärtig wahr.

## Juristische und geschichtliche Bedeutung
Obwohl der Roerich-Pakt bis heute in Kraft ist, blieb seine praktische Relevanz aufgrund der kleinen Zahl an Vertragsparteien gering. Insbesondere trat kein Land aus Europa oder Asien, den Schwerpunkten des nur wenige Jahre nach Abschluss des Vertrages beginnenden Zweiten Weltkrieges, dem Abkommen bei. Die 1954 beschlossene Haager Konvention zum Schutz von Kulturgut bei bewaffneten Konflikten ist in Bezug auf ihre Bestimmungen deutlich umfassender und hinsichtlich ihrer Akzeptanz wesentlich weiter verbreitet als der Roerich-Pakt. Da alle Vertragsparteien des Roerich-Pakts der Haager Konvention von 1954 beigetreten sind, hat sie diesen in der Praxis vollständig abgelöst.
Die historische Bedeutung des Roerich-Pakts besteht darin, dass es sich um den ersten eigenständigen Vertrag in der Geschichte des humanitären Völkerrechts handelt, der ausschließlich dem Schutz von Kulturgut während eines Krieges gewidmet war. Vor seinem Abschluss waren entsprechende Bestimmungen lediglich in den Artikeln 27 und 56 der Haager Landkriegsordnung von 1899 und 1907 enthalten. Der Roerich-Pakt umfasste acht Artikel und enthielt gegenüber den nur allgemein formulierten Bestimmungen der Haager Landkriegsordnung zum Kulturgutschutz mehrere Neuerungen. So wurde durch den Vertrag der Status der Neutralität für geschichtliche Denkmäler, Museen, wissenschaftliche und künstlerische Institutionen sowie Bildungs- und Kultureinrichtungen eingeführt. Durch dieses Konzept, das angelehnt war an die Neutralität von Sanitätspersonal während eines Krieges, sollte die Respektierung und damit der Schutz von Kulturgut sichergestellt werden. 
Ein weiterer wesentlicher Aspekt war die Verwaltung von Listen mit Denkmälern und Einrichtungen, für welche die Vertragsparteien den entsprechenden Schutz beanspruchten, durch die Panamerikanische Union in ihrer Rolle als Depositar. Vergleichbare Regelungen fanden auch Eingang in die Haager Konvention von 1954. Dies gilt auch für die im Roerich-Pakt enthaltene Definition eines Schutzzeichens zur Kennzeichnung von Kulturgütern. Dieses bestand aus drei roten Punkten in einem roten Kreis auf weißem Grund, die nach Angaben von Nicholas Roerich Kunst, Wissenschaft und Religion als die drei bedeutendsten kulturellen Aktivitäten der Menschheit verdeutlichen sollten. Der Kreis stand dabei als verbindendes Element dieser drei Aspekte in Vergangenheit, Gegenwart und Zukunft. Dieses Symbol wurde auch „Banner des Friedens“ oder „Friedensfahne“ genannt. Das Schutzzeichen ähnelt „dem Kugelzeichen der Medici, das die meisten Kunst-Vereinigungen der Welt im Wappen führen“. Die auf dem Roerich-Pakt unter dem Namen Pax Cultura basierende Bewegung wurde in Analogie zu den Genfer Konventionen gelegentlich als „Rotes Kreuz der Kultur“ bezeichnet. Das Konzept eines Kennzeichens für geschütztes Kulturgut wurde in die Haager Konvention von 1954 übernommen, das Schutzzeichen des Roerich-Pakts wurde jedoch durch einen blau-weißen Schild ersetzt.